# Stadtmauer (Lubin)

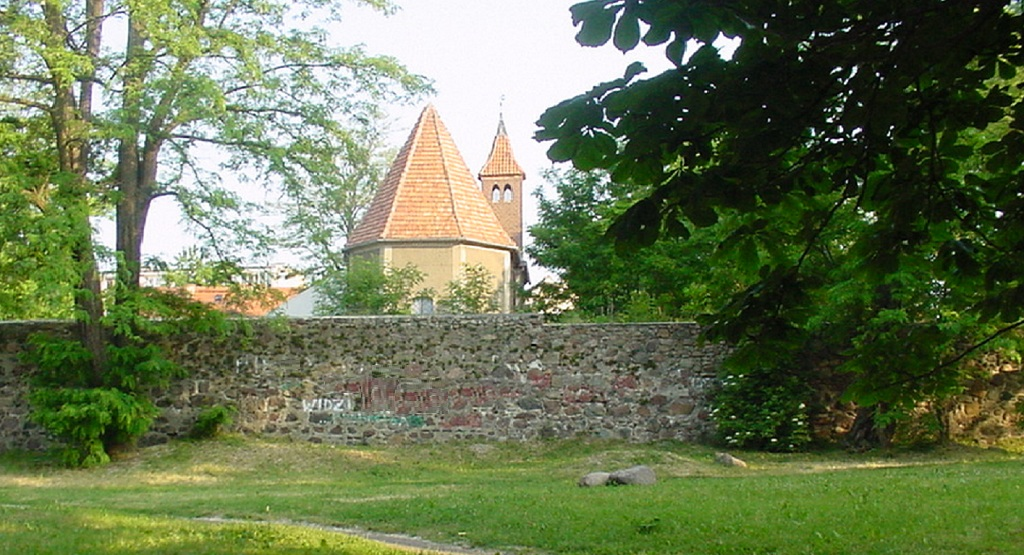
Die Stadtmauer auf dem Schlosshügel. Im Hintergrund die Schlosskapelle.

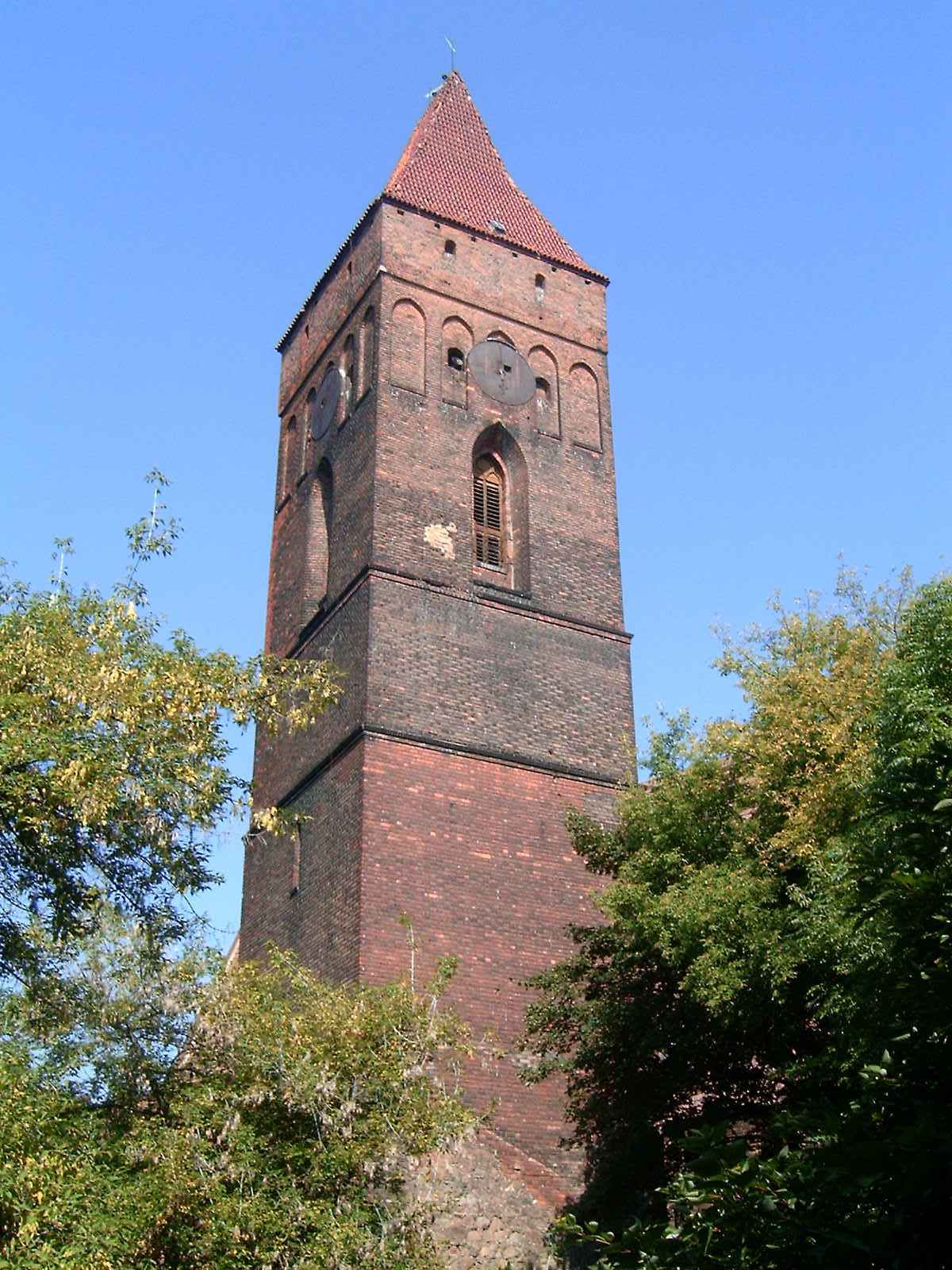
Der quadratische Wehrturm im südöstlichen Teil der Stadtmauer, der Ende des 15. Jahrhunderts angebaut und in einen Glockenturm umgewandelt wurde.

Die Stadtmauer in Lubin, dem früheren Lüben in der polnischen Woiwodschaft Niederschlesien, wurde im 14. Jahrhundert erbaut. Wahrscheinlich entstand sie an der Stelle der alten, mit einer Palisade verstärkten Erde-Befestigungsanlagen, die zum Schutz von Angriffen errichtet wurden und die Stadt umgaben. Intensive Arbeiten auf dem Bau der Stadtmauer fanden 1348 bis 1358 statt. Es waren die Zeiten gleich vor und während des Bürgerkrieges zwischen den Söhnen (Wenzel I. und Ludwig I.) von Bolesław III., als Lubin die Residenz des Prinzen Ludwig I. war. Die Bauarbeiten endeten in der zweiten Hälfte des 14. Jahrhunderts. Die Stadtmauer wurde dann mit den anderen Befestigungsteilen verbunden.
Die Stadtmauer bestand aus Bruchsteinen, Findlingen und Ziegeln, die durch Kalkmörtel zusammengefügt wurden. Die unteren Teile der gesamten Befestigung wurden aus Naturstein und die oberen aus gotischem Ziegel (Ziegel mit leichten verlängerten Vertiefungen an der Oberfläche) im Gotischen Verband gebaut. Ursprünglich war die Stadtmauer 4 bis 5 Meter hoch und von 1,5 Meter im obersten Teil bis mehr als 2 Meter im unteren Teil dick. Im 15. Jahrhundert wurde die Stadtmauer um durchschnittlich einen Meter erhöht. Später wurden entstehende Lücken mit Ziegeln ergänzt. Die Einbau von fünfzehn geschlossenen und an der Innenseite zur Stadt geöffneten Wehrtürmen machte die Stadtmauer wehrhafter. Sie entstanden auf rechteckigem Grundriss in einer Entfernung von 40 bis 50 Metern voneinander.
In die Stadt führten drei Tore: das Glogauer Tor, das Ścinawska-Tor und das Breslauer Tor (auch als Liegnitzer Tor bekannt). Am stärksten befestigt war das Glogauer Tor mit dem Glogauer Wehrturm. Es hatte doppelte Mauern und ein Torhaus mit einem dreifachen Wassergraben. Die anderen Tore hatten doppelte Mauer und Torhäuser, aber nur doppelte Wassergräben. Die umgebaute und beträchtlich erweiterte Schlossanlage wurde ebenfalls in den Verteidigungssystem der Stadt integriert. Somit war das damalige Lubin eine der am stärksten befestigten Städte in Schlesien. Weitgehend wehrte die Stadt dank dieses Verteidigungssystems die beiden Angriffe der Hussiten in den Jahren 1428 bis 1431 ab. Ende des 14. Jahrhunderts wurde im südlichen Teil der Stadtmauer bei der Kirche eine Schlupfpforte für Fußgänger eingebaut, die vom Kirchplatz zum außerhalb der Stadtmauer verlegten Friedhof führte. Vor der Schlupfpforte befand sich ein kleines Torhaus.
Eine zusätzliche Verteidigungsfunktion spielte ein nahe gelegener quadratischer Wehrturm, der Ende des 15. Jahrhunderts angebaut und in einen hohen Campanile umgewandelt wurde: in einen Glockenturm, der mit der benachbarten Kirche Unserer Lieben Frau von Tschenstochau durch eine abgehängte bogenförmige Veranda aus Ziegel verbunden ist. Ursprünglich waren die Stadtmauer und die Wehrtürme von der Stadtseite mit einem Wehrgang mit Zinnen gekrönt. Ein Wehrturm aus dem 15. Jahrhundert wurde in einen Glockenturm umgewandelt. Im 15. und 16. Jahrhundert wurden Feuerwaffen vermehrt eingesetzt und auch die Belagerungstechniken verändert – aus diesem Grund wurde das bestehende Verteidigungssystem der Stadtmauer modernisiert und erweitert. Auf den oberen Stockwerken der Wehrtürme entstanden Schießscharten, und hinter der Stadtmauer wurden befestigte Aufschüttungen von Erde mit dem zweiten Wassergraben errichtet.
Die Stadtmauer von Lubin aus dem 14. Jahrhundert wurde in das Denkmalregister eingetragen.

## Heutiger Zustand
Bis heute besteht eine längere, die Altstadt in Lubin umgebende Strecke aus ungefähr 70 % der alten Stadtmauer und den Teilen der Befestigungs- und Verteidigungsanlagen, die in gutem Zustand erhalten sind:
- die Schießscharten im Eckturm an der südwestlichen Ecke der Stadtmauer,
- die Überreste von zwei Wehrtürmen im südlichen Teil der Stadtmauer und vier Wehrtürme im nördlichen Teil,
- der Glogauer Wehrturm mit dem Torturm,
- der quadratische Wehrturm im südöstlichen Teil der Stadtmauer, der Ende des 15. Jahrhunderts angebaut und in einen Glockenturm umgewandelt wurde,
- die abgehängte bogenförmige Veranda aus Ziegel, die die Kirche mit dem alten Wehrturm verbindet.